# Orchestre symphonique national de Chine
L'Orchestre symphonique national de Chine (中国交响乐团 en chinois), a été fondé en 1956 sous le nom de Central Philharmonic Society, et a pris son nom actuel en 1996.
L'orchestre a donné des représentations dans plusieurs pays, notamment au Japon, en Amérique et en Europe. Il a joué en association avec de grands orchestres comme l'Orchestre philharmonique de Berlin et l'Orchestre philharmonique de Boston, et avec des chefs d'orchestre renommés comme Seiji Ozawa.